# Ruud Knol
Ruud Knol (Zevenaar, 13 maart 1981) is een voormalig Nederlandse profvoetballer die doorgaans als middenvelder speelde.

## Carrière
Knol begon zijn carrière bij de amateurclub OBW uit Zevenaar.
En speelde vanaf het seizoen 94/95 in de jeugd van de profclub Vitesse.
Op 9 september 2000 maakt Knol zijn debuut in het eerste elftal van Vitesse. Ruud Knol kent bij Vitesse succesvolle periodes. Hij was jeugdinternational en nam deel aan het Europees kampioenschap voetbal onder 18 - 2000. Knol werd door toenmalig bondscoach Louis van Gaal bij de selectie voor het Nederlands elftal gehaald en zat eenmalig op de bank tijdens een WK-kwalificatiewedstrijd tegen Andorra.
Zaterdag 6 oktober 2001 Tot een interland komt het echter niet. Zijn periode bij Vitesse gaat gepaard met veel blessureleed, meerdere keren heeft Knol te kampen met problemen aan de knie. Toch blijkt hij bij terugkeer steeds weer een belangrijke speler voor het elftal van Vitesse.
In december 2006 wordt bekend dat Knol en Vitesse niet met elkaar doorgaan. Het aflopende contract wordt niet verlengd, omdat er te veel verschillen zijn tussen de beide partijen. Bovendien zegt Knol toe te zijn aan een nieuwe uitdaging. Boze tongen beweren dat Knol op geld uit is. Interesse van onder meer FC Köln en Southampton ten spijt blijft Knol lange tijd zonder club zitten. Op 18 augustus wordt bekend dat Ruud Knol een tweejarig contract zal tekenen bij de Griekse club PAOK Saloniki; na een seizoen in Griekenland keert hij terug naar Nederland om uit te komen voor Sparta Rotterdam.
Vanaf het begin van de voorbereiding van het seizoen 2011/2012 houdt Knol zijn conditie op peil bij Vitesse. In afwachting van een mooie aanbieding uit het buitenland. Vitesse-trainer John van den Brom heeft al aangegeven dat Knol niet in aanmerking komt voor een contract bij Vitesse. Knol doet er vervolgens alles aan om een nieuwe club te vinden, maar nadat onder meer een stage bij Coventry City uit op niks liep, stopte hij met voetballen.

## Loopbaan als trainer
Knol is sinds juli 2012 in dienst getreden bij zijn oude club Vitesse, eerst als assistent bij onder 17 maar sinds juli 2013 als hoofdcoach van onder 14. Op 16 januari 2017 maakte Vitesse bekend dat Theo Janssen per direct trainer wordt van Vitesse O16. Knol bewandelt de omgekeerde weg en wordt assistent-trainer bij Jong Vitesse. Het verblijf in de Tweede divisie duurde slechts één jaar voor Jong Vitesse. De ploeg van John Lammers en Knol eindigde op de zeventiende plaats en degradeerde daardoor naar de Derde divisie. In het seizoen 2019/2020 was hij analist bij De Graafschap.

## Statistieken
| seizoen | club             | land        | competitie     | wedstrijden | doelpunten |
| ------- | ---------------- | ----------- | -------------- | ----------- | ---------- |
| 2000/01 | Vitesse          | Nederland   | Eredivisie     | 15          | 0          |
| 2001/02 | Vitesse          | Nederland   | Eredivisie     | 24          | 2          |
| 2002/03 | Vitesse          | Nederland   | Eredivisie     | 2           | 0          |
| 2003/04 | Vitesse          | Nederland   | Eredivisie     | 12          | 2          |
| 2004/05 | Vitesse          | Nederland   | Eredivisie     | 3           | 0          |
| 2005/06 | Vitesse          | Nederland   | Eredivisie     | 27          | 1          |
| 2006/07 | Vitesse          | Nederland   | Eredivisie     | 23          | 3          |
| 2007/08 | PAOK Saloniki    | Griekenland | A Division     | 23          | 0          |
| 2008/09 | Sparta Rotterdam | Nederland   | Eredivisie     | 26          | 5          |
| 2009/10 | Sparta Rotterdam | Nederland   | Eredivisie     | 10          | 0          |
| 2010/11 | Sparta Rotterdam | Nederland   | Eerste divisie | 16          | 3          |
|         | Totaal           | 182         | 16             |             |            |